# Horners syndrom

Schematisk bild av den sympatiska och parasympatiska innerveringen av pupillen.
1. Sympatiska fibrer från hypotalamus.
2. Ganglion stellatum.
3. Synaps vid ganglion cervicale superius.
4. Sympatiskt nervplexus runt den inre halsartären.
5. Nervfibrer från nervus oculomotorius (kranialnerv 3) utför synaps vid ganglion ciliare. (blå)
6. Nerver från ganglion ciliare innerverar parasympatiskt vid musculus sphincter pupillae. (grön)
7. Nervus trigeminus (kranialnerv 5) innerverar sympatisk vid ganglion ciliare. (gul)
8. Nervfibrer från nervus ophthalmicus bär sensorisk information från hornhinnan.
9. Musklerna m. sphincter pupillae (cirkulära muskelfibrer) och m. dilatator pupillae (radiella muskelfibrer) vid pupillen.

Horners syndrom är ett samlingsnamn för en symtombild med liten pupill (mios eller anisokori), hängande ögonlock (ptos), insjunket öga (enoftalmus), rodnad och temperaturstegring i huden (vasodilation) och nedsatt svettning (anhidros). Symtomen uppstår vid skada på de sympatiska nerver som innerverar ögats och ögonlockets muskler.
Orsaken kan vara en central eller perifer skada ovan, vid eller under ganglion stellatum. Ganglion stellatum är ett sympatiskt ganglion som är beläget på halsen framför tvärutskotten tillhörande halskota C7, precis under arteria subclavia. Symptomen manifesteras ipsilateralt.
Syndromet är vanligen permanent, utan behandlingsmöjlighet. Det är viktigt att hålla ögat fuktigt för att förhindra skador på hornhinnan.